# Ciecholub (przystanek kolejowy)
Ciecholub – przystanek kolejowy, a dawniej stacja kolejowa w Ciecholubiu, w województwie pomorskim, w Polsce, na linii kolejowej nr 405, łączącej stację Piła Główna z Ustką.

## Ruch pasażerski
| Rok  | Wymiana pasażerska na dobę |
| ---- | -------------------------- |
| 2017 | 10-19                      |
| 2022 | 10-19                      |

## Połączenia
- Szczecinek
- Miastko
- Słupsk